# Attonitus
Attonitus és un gènere de peixos de la família dels caràcids i de l'ordre dels caraciformes.

## Taxonomia
- Attonitus bounites (Vari & Ortega, 2000)[3]
- Attonitus ephimeros (Vari & Ortega, 2000)[4]
- Attonitus irisae (Vari & Ortega, 2000)[4][5][6][7][8][9][10][11]